# مین شمالی
مین شمالی (چینی ساده: 闽北; چینی سنتی: 閩北; پین‌یین: Mǐnběi)، گروهی از گونه‌های چینی مین با فهم متقابل است که در بخش نانپینگ در شمال غرب استان فوجیان رایج هستند.